# Bolko II di Münsterberg
Bolko II di Münsterberg, anche Boleslao IV di Schweidnitz,  in polacco Bolko II Ziębicki (1300 circa – Münsterberg, 11 giugno 1341), fu duca di Schweidnitz dal 1301 al 1320 e duca di Münsterberg dal 1321 al 1341.
Egli apparteneva alla dinastia dei Piasti ed era figlio del duca di Schweidnitz Bolko I e della sua consorte, Beatrice († 1316), figlia del margravio Ottone V di Brandeburgo.

## Biografia
Dopo la morte del padre Bolko I, avvenuta nel 1301, i figli Bernardo, Enrico e Bolko erano ancora minorenni. La loro tutela venne assunta dallo zio Ermanno II di Brandeburgo, che affidò il compito relativo al suo capitano Ermanno di Barby (Barboy). Ermanno II di Brandeburgo morì nel 1308, quando era già maggiorenne Bernardo, che assunse la tutela dei due fratelli ancora minorenni.
Enrico divenne maggiorenne nel 1312 e ricevette il ducato di Jawor, che ritornò così ad essere autonomo.
Bolko raggiunse la maturità nel 1321 e ricevette il ducato di Münsterberg ed il territorio di Strehlen. Nel 1322 concesse alla città di Frankenstein il diritto di eleggere il Consiglio. Nel 1331 acquistò Silberberg.
In un pluriennale conflitto con il vescovo di Breslavia Nanker, Bolko fece valere le sue pretese sul ducato ecclesiastico di Nysa e perciò venne bandito e Münsterberg colpita da interdetto. Nel 1333 egli rinunciò a tutti i diritti sul ducato.
Nel 1336, dopo l'assedio di Frankenstein da parte del margravio di Mähren, il futuro imperatore Carlo IV, Bolko riconobbe le sue terre come feudo boemo e ricevette in cambio nello stesso anno l'usufrutto sulla contea di Glatz. Contemporaneamente egli s'impegnò a non sposarsi una seconda volta senza il consenso del re di Boemia. Suo figlio Nicola concesse ai Boemi il diritto di prelazione sulle sue terre.

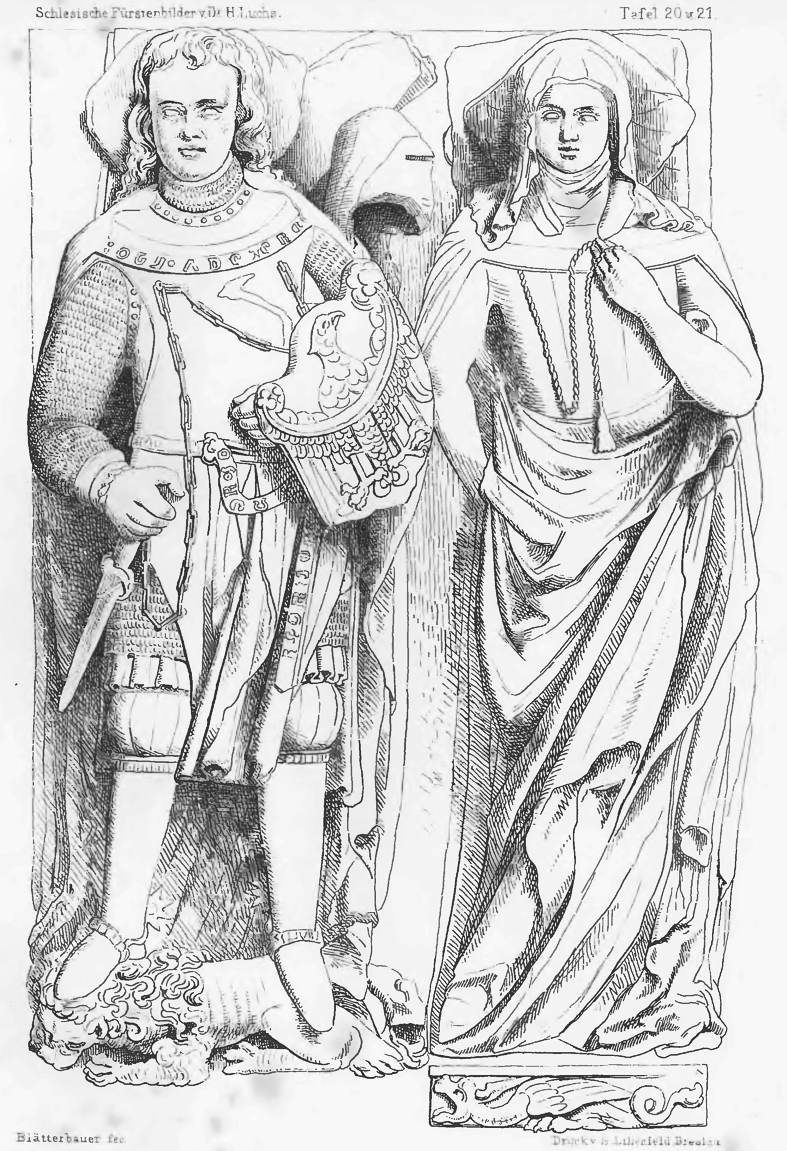
Pietra tombale di Bolko II. e della moglie Giuditta nell'abbazia di Heinrichau

Bolko II era un gran benefattore dell'abbazia di Heinrichau. Dopo la sua morte egli e la sua consorte Giuditta, che morì un anno dopo di lui, furono sepolti nella chiesa abbaziale.

## Matrimonio e discendenza
Dopo il 1321 Bolko sposò Giuditta (†1342), vedova di Matthäus Csák IV, che morì mentre il padre, Matthäus (III.) Csák, era ancora in vita. Dopo la morte del suocero ella si era trasferita in Slesia con i due figli ancor piccoli.
Dal matrimonio con Giuditta Bolko ebbe due figli:
- Nicola (1322/27 - 1358), suo successore, che sposò Agnese di Lochtenburg (†1370)
- Margherita († ~1368); clarissa a Strehlen.

## Ascendenza
|                         |   |                        | Genitori              |  |  | Nonni |  |  | Bisnonni         |  |  | Trisnonni           |  |
|                         |   |                        |                       |  |  |       |  |  | Enrico II il Pio |  |  | Enrico I il Barbuto |  |
|                         |   |                        |                       |  |  |       |  |  | Enrico II il Pio |  |  | Enrico I il Barbuto |  |
|                         |   | Edvige di Andechs      |                       |  |  |       |  |  | Enrico II il Pio |  |  |                     |  |
| Boleslao II di Slesia   |   |                        |                       |  |  |       |  |  | Enrico II il Pio |  |  |                     |  |
|                         |   | Anna di Boemia         | Ottocaro I di Boemia  |  |  |       |  |  |                  |  |  |                     |  |
|                         |   | Anna di Boemia         | Ottocaro I di Boemia  |  |  |       |  |  |                  |  |  |                     |  |
|                         |   | Anna di Boemia         | Costanza d'Ungheria   |  |  |       |  |  |                  |  |  |                     |  |
| Bolko I di Świdnica     |   | Anna di Boemia         |                       |  |  |       |  |  |                  |  |  |                     |  |
|                         |   | Enrico I di Anhalt     | Bernardo di Sassonia  |  |  |       |  |  |                  |  |  |                     |  |
|                         |   | Enrico I di Anhalt     | Bernardo di Sassonia  |  |  |       |  |  |                  |  |  |                     |  |
|                         |   | Enrico I di Anhalt     | Brigitta di Danimarca |  |  |       |  |  |                  |  |  |                     |  |
| Edvige di Anhalt        |   | Enrico I di Anhalt     |                       |  |  |       |  |  |                  |  |  |                     |  |
|                         |   | Ermengarda di Turingia | Ermanno I di Turingia |  |  |       |  |  |                  |  |  |                     |  |
|                         |   | Ermengarda di Turingia | Ermanno I di Turingia |  |  |       |  |  |                  |  |  |                     |  |
|                         |   | Ermengarda di Turingia | Sofia di Wittelsbach  |  |  |       |  |  |                  |  |  |                     |  |
| Bolko II di Münsterberg |   | Ermengarda di Turingia |                       |  |  |       |  |  |                  |  |  |                     |  |
|                         | … | …                      |                       |  |  |       |  |  |                  |  |  |                     |  |
|                         | … | …                      |                       |  |  |       |  |  |                  |  |  |                     |  |
|                         | … | …                      |                       |  |  |       |  |  |                  |  |  |                     |  |
| Ottone V di Brandeburgo | … |                        |                       |  |  |       |  |  |                  |  |  |                     |  |
|                         |   | …                      | …                     |  |  |       |  |  |                  |  |  |                     |  |
|                         |   | …                      | …                     |  |  |       |  |  |                  |  |  |                     |  |
|                         |   | …                      | …                     |  |  |       |  |  |                  |  |  |                     |  |
| Beatrice di Brandeburgo |   | …                      |                       |  |  |       |  |  |                  |  |  |                     |  |
|                         |   | …                      | …                     |  |  |       |  |  |                  |  |  |                     |  |
|                         |   | …                      | …                     |  |  |       |  |  |                  |  |  |                     |  |
|                         |   | …                      | …                     |  |  |       |  |  |                  |  |  |                     |  |
| …                       |   | …                      |                       |  |  |       |  |  |                  |  |  |                     |  |
|                         |   | …                      | …                     |  |  |       |  |  |                  |  |  |                     |  |
|                         |   | …                      | …                     |  |  |       |  |  |                  |  |  |                     |  |
|                         |   | …                      | …                     |  |  |       |  |  |                  |  |  |                     |  |
|                         |   | …                      |                       |  |  |       |  |  |                  |  |  |                     |  |